# Símře
Símře (německy Simersch či Symrza) je zaniklá osada, nacházející se v jižní části katastru obce Soběchleby v okrese Přerov, jejíž první zmínky se datují do poloviny 14. století. V osadě se nacházely čtyři veliké usedlosti, jež byly od nepaměti obývány. Símře se stala v 50. letech 20. století za komunistického režimu obětí násilné kolektivizace, kdy byli násilně vystěhováni místní obyvatelé. Osada Símře je součástí mikroregionu Záhoří.
Sídlily zde rody příslušníků nejnižší moravské šlechty. Jako první je zde roku 1404 uváděn vladyka Ješek z Prus a ze Símře a jako druhý majitel je roku 1466 zmíněn Kliment ze Símře a Branek. Dalšími majiteli panství byli Petr ze Símře a Václav Zámorský ze Símře. V 19. století se zde nacházelo 5 domů, z nichž jeden byl obecní, a sídlily zde čtyři rodiny: Zámorští, Sehnalovi, Vaňkovi a Holubcovi. Během začátků komunistického režimu, v době znárodňování a zabavování cizího majetku, se stala osada obětí Akce kulak. Čtyři hospodáři z osady byli obviněni ze sabotáže kvůli neplnění dodávek zemědělských výrobků a odsouzeni k několika měsícům vězení. Dne 7. dubna 1952 přepadli obec příslušníci SNB a místní obyvatele násilně vystěhovali. Dnes po osadě zbyla jen malá kaplička sv. Antonína Paduánského.